# Reserva Natural do Rio Taz
A Reserva Natural do Rio Taz (em russo: Верхне-Тазовский заповедник) é uma área protegida na Rússia, localizada no centro geográfico da federação. Encontra-se na parte superior do curso do rio Taz, na borda do leste-central da planície ocidental da Sibéria, aproximadamente a 700 quilómetros a norte da cidade de Tomsk. A reserva é uma das maiores da Rússia e é um importante ponto de desova para peixes como o salmão e a truta, protegendo também animais com pelagem, como a zibelina e o arminho. É dividido em duas florestas - a Pokolskoe e a Taz, na margem esquerda do rio Ratta. A reserva está situada no distrito de Krasnoselkupsky, na Iamália.

## Topografia
Esta área protegida russa protege a bacia do rio Ratta, que vai em direcção ao rio Taz, na fronteira norte da reserva. Os limites estendem-se 150 km de norte a sul e 70 km de oeste a leste. O terreno é típico das colinas a jusante do rio Taz: tergos montanhosos (em média 50 metros) em uma paisagem fortemente dissecada de rios e riachos. O território é limitado ao norte pelo rio Taz, e a oeste pela bacia do rio Ienissei. Além do Ratta, o outro rio principal da área é o rio Pokolku. Os rios tributários têm muitos rápidos e cardumes. A reserva do Taz inclui o ponto mais elevado dos tergos nesta área da Sibéria, alcançando uma altura de 285 metros acima do nível do mar.

## Clima e eco-região
Esta reserva está localizada na eco-região da taiga da Sibéria Ocidental, uma região que cobre a Planície Siberiana Ocidental, desde os Urais até ao Planalto Siberiano Central. É uma área de extensas florestas boreais de coníferas, e também extensas zonas húmidas, incluindo pântanos e pauis.

O clima nesta área é um clima continental húmido,caracterizado por longos invernos frios e verões curtos e frios.